# Chris Carr
Chris Dean Carr (ur. 12 marca 1974 w Ironton) – amerykański koszykarz, występujący na pozycji rzucającego obrońcy. 

## Osiągnięcia
Na podstawie, o ile nie zaznaczono inaczej.
NCAA
- Uczestnik turnieju NCAA (1993–1995)
- Koszykarz roku konferencji Missouri Valley (Larry Bird Award – 1995)[4]
- Most Outstanding Player (MOP=MVP) turnieju konferencji Missouri Valley (MVC – 1995)
- Wybrany do:
  - I składu:
    - MVC (1995)
    - turnieju MVC (1994, 1995)

  - Saluki Hall of Fame (Southern Illinois)
- Lider konferencji MVC w:
  - średniej (22) i liczbie (705) zdobytych punktów (1995)
  - liczbie celnych:
    - (250) i oddanych (521) rzutów z gry (1995)
    - (210) i oddanych (420) rzutów za 2 punkty (1995)
    - (165) i oddanych (214) rzutów wolnych (1995)

  - skuteczności rzutów wolnych (80,7% – 1994)

NBA
- Uczestnik konkursu wsadów NBA (1997 – 2. miejsce)[5]

Inne
- Mistrz Grecji (2002)